# Phoenix (Dan Fogelberg)
| Recensione              | Giudizio |
| ----------------------- | -------- |
| AllMusic                | [ 2 ]    |
| Dizionario del Pop-Rock | [ 3 ]    |

Phoenix è il sesto album discografico di Dan Fogelberg, pubblicato dalla casa discografica Full Moon/Epic Records nel novembre del 1979.
L'album raggiunse la terza posizione (l'8 marzo 1980) della Chart Billboard 200.

## Tracce
Lato A
Testi e musiche di Dan Fogelberg.
1. Tullamore Dew – 1:15
2. Phoenix – 7:05
3. Gypsy Wind – 4:01
4. The Last to Know – 3:09
5. Face the Fire – 5:40

Lato B
Testi e musiche di Dan Fogelberg.
1. Washing on the Moon – 4:32
2. Heart Hotels – 4:13
3. Longer – 3:14
4. Beggar's Game – 5:00
5. Along the Road – 4:47

## Musicisti
Tullamore Dew
- Dan Fogelberg - chitarre, sintetizzatore Prophet 5, percussioni

Phoenix
- Dan Fogelberg - voce solista, accompagnamento vocale - coro, chitarra acustica, chitarra elettrica, sintetizzatore Prophet 5
- Paul Harris - pianoforte
- Mike Utley - organo
- Norbert Putnam - basso
- Andy Newmark - batteria

Gypsy Wind
- Dan Fogelberg - voce solista, accompagnamento vocale-coro, chitarra acustica, chitarra elettrica, antique ankle bells
- Norbert Putnam - basso
- Andy Newmark - batteria
- Kenny Buttrey - percussioni

The Last to Know
- Dan Fogelberg -  voce solista, accompagnamento vocale-coro, chitarra acustica, chitarra elettrica, chitarra pedal steel, pianoforte elettrico
- Norbert Putnam - basso
- Andy Newmark - batteria
- Jody Linscott - congas

Face the Fire
- Dan Fogelberg - voce, chitarra elettrica, pianoforte
- Mike Utley - organo
- Norbert Putnam - basso
- Russ Kunkel - batteria
- Marty Lewis - tambourines
- Ringraziamento a Joe Walsh per il suo aiuto musicale

Washing on the Moon
- Dan Fogelberg -  voce solista, accompagnamento vocale-coro, chitarra acustica, chitarra elettrica, pianoforte, chitarra slide
- Norbert Putnam - basso
- Russ Kunkel - batteria

Heart Hotels
- Dan Fogelberg - voce solista, accompagnamento vocale-coro, chitarra elettrica, pianoforte, pianoforte elettrico
- Norbert Putnam - basso
- Andy Newmark - batteria
- Tom Scott - lyricon, sassofono
- Russ Kunkel - congas

Longer
- Dan Fogelberg - voce, chitarra acustica
- Jerry Hey - flicorno
- Gayl Levant - arpa

Beggar's Game
- Dan Fogelberg - voce solista, accompagnamento vocale-coro, chitarra acustica, chitarra elettrica, pianoforte, sintetizzatore Prophet 5, percussioni
- Norbert Putnam - basso
- Andy Newmark - batteria

Along the Road
- Dan Fogelberg -  voce solista, accompagnamento vocale-coro, chitarra acustica, sintetizzatore Prophet 5, basso

Note aggiuntive
- Dan Fogelberg con Norbert Putnam e Marty Lewis - produttori
- Glen Spreen e Dan Fogelberg - arrangiamenti orchestrali
- Sid Sharp - concertmaster
- Registrazioni effettuate al: Record Plant (Sausalito, CA; Northstar (Boulder, CO); Quadrofonic (Nashville, TN); Village Recorder (West Los Angeles, CA); Bayshore Recording (Miami, FL); tra novembre 1978 ed ottobre 1979
- Jeff Guercio e Marty Lewis - ingegneri delle registrazioni
- Marty Lewis - mixaggio (effettuato al Quadrafonic Sound Studios di Nashville, Tennessee)
- Glen Meadows - mastering (effettuato al Masterfonics di Nashville, Tennessee)
- Dan Fogelberg - copertina album
- Kosh (John Kosh) - consulente design
- Andy Katz - fotografie[6]